# 7098 Réaumur
7098 Réaumur là một tiểu hành tinh vành đai chính với chu kỳ quỹ đạo là 1567.1229447 ngày (4.29 năm).
Nó được phát hiện ngày 9 tháng 10 năm 1993.